# José Saramago
 Der er for få eller ingen kildehenvisninger i denne artikel, hvilket er et problem. Du kan hjælpe ved at angive troværdige kilder til de påstande, som fremføres i artiklen.

José Saramago (født 16. november 1922, død 18. juni 2010) var en portugisisk forfatter. Han regnedes af mange for en af Portugals største forfattere. Han fik i 1998 Nobelprisen i litteratur.
Saramago skrev levende og fabulerende, og var ikke bange for at lege med sætningsstrukturer, handlingsforløb og fortællerperspektiv. Saramago var i vid udstrækning autodidakt, og var kendt for sin ateisme.

### Værker oversat til dansk
| Dansk titel                                                     | Genre        | Oversætter       | År   | Originaltitel                    | År   | Forlag   | ISBN                   |
| --------------------------------------------------------------- | ------------ | ---------------- | ---- | -------------------------------- | ---- | -------- | ---------------------- |
| Historien om Baltasar og Blimunda og den forunderlige Passarola | roman        | Mone Hvass       | 1988 | Memorial do convento             | 1982 | Samleren | ISBN 87-568-0936-0     |
| Det år Ricardo Reis døde                                        | roman        | Mone Hvass       | 1989 | O ano da morte de Ricardo Reis   | 1984 | Samleren | ISBN 87-568-0970-0     |
| Stenflåden                                                      | roman        | Mone Hvass       | 1990 | A jangada de pedra               | 1986 | Samleren | ISBN 87-568-1012-1     |
| Historien om Lissabons belejring                                | roman        | Mone Hvass       | 1991 | História do cerco de Lisboa      | 1989 | Samleren | ISBN 87-568-1084-9     |
| Jesusevangeliet                                                 | fortællinger | Mone Hvass       | 1995 | O evangelho segundo Jesus Cristo | 1991 | Samleren | ISBN 87-568-1154-3     |
| En fortælling om blindhed                                       | roman        | Peer Sibast      | 1998 | Ensaio sobre a Cegueira          | 1995 | Samleren | ISBN 87-568-1356-2     |
| Alle navnene                                                    | roman        | Peer Sibast      | 1999 | Todos os nomes                   | 1997 | Samleren | ISBN 87-568-1489-5     |
| Hulen                                                           | roman        | Peer Sibast      | 2002 | A caverna                        | 2000 | Samleren | ISBN 87-568-1649-9     |
| Den duplikerede mand                                            | roman        | Peer Sibast      | 2004 | O homem duplicado                | 2002 | Samleren | ISBN 87-568-1719-3     |
| En beretning om klarsyn                                         | roman        | Peer Sibast      | 2005 | Ensaio sobre a Lucidez           | 2004 | Samleren | ISBN 87-638-0117-5     |
| Døden udebliver indimellem                                      | roman        | Peer Sibast      | 2008 | As Intermitências da morte       | 2005 | Samleren | ISBN 978-87-638-0423-3 |
| Elefantens rejse                                                | roman        | Mone Hvass       | 2010 | A viagem do elefante             | 2008 | Samleren | ISBN 978-87-638-1180-4 |
| Kain                                                            | roman        | Tine Lykke Prado | 2013 | Caim                             | 2009 | Samleren | ISBN 978-87-638-2255-8 |